# Agostino Giustiniani
Agostino Giustiniani (1470 à Gênes - † 1536 en mer), est un évêque et un écrivain génois, scientifique de son temps. Il était un curioso investigatore delle antichità. On lui doit notamment le  Dialogo nominato Corsica (ou Description de la Corse) et la Descrittione della Lyguria (1537).

## Biographie
Pantaleone Giustiniano est né à Gênes en 1470 ; il fut élevé à Florence chez les Dominicains, et voulut dès l'âge de quatorze ans entrer dans leur ordre. Fils unique, ses parents avaient sur lui d'autres desseins. Comme ils étaient les derniers descendants des deux branches des Giustiniani della Banca et Longa, ils voulaient que leur fils pût continuer les glorieuses traditions que ces noms avaient laissées dans l'histoire de Gênes. Ils s'opposèrent donc à sa vocation religieuse ; mais le jeune Pantaleone finit par obtenir leur consentement, et en 1488 il faisait profession chez les Dominicains de Pavie. Augustin (Agostino) est le nom en religion de Pantaleone Giustiniani, dominicain à partir de 1488. Ce fut là qu'il se livra à ses études de langues orientales qui lui ont fait un nom dans la science. Il nous apprend lui-même qu'il visita presque toute l'Europe.

### Études
Giustiniani s'était familiarisé avec les langues orientales, l'hébreu, le chaldéen, l'arabe ; il parlait aussi le grec et le latin ; sa vie fut presque toute consacrée à la publication des livres sacrés en chacune de ces langues.

### Profession
Après avoir professé dans diverses maisons de son ordre, il fut par le crédit de son parent, le cardinal Bandinelli, nommé à l'évêché de Nebbio, le 11 septembre 1514.

« Vacata la chiesa di Nebbio per la morte di Monsignor Battista Saluzzo, fu conferita a frate Agostino Giustiniano dell’ ordine de' Predicatori. »

— Giovanni Banchero, in Annales publiées par l'abbé Letteron  - Imprimerie et librairie Vve Eugène Ollagnier Bastia 1887 p. 40.
Giustiniani profita de la tenue du concile du Latran (1512-1517) pour demander son changement qu'il ne put obtenir. Réfractaire à un retour dans son diocèse, il se retira alors auprès de Feneri, évêque d'Ivrée qui lui proposa au nom du roi François Ier, de venir en France prêter son concours à la renaissance des lettres dans ce pays. François Ier lui donna avec le titre de chapelain une pension de huit cents écus et le nomma professeur à l'université. Giustiniani occupa pendant près de cinq ans cette chaire qu'il quitta pour rentrer dans son pays alors déchiré par les factions. Il s'y trouva mêlé aux funestes dissensions que la faction des Adorni y excitait et fut même blessé dans une émeute. Cruellement attristé de ce chaos, il revint, en novembre 1521, dans son diocèse où il resta neuf années consécutives. Il entreprit d'embellir l'église de Nebbio, augmenta le revenu de la mense épiscopale, fit bâtir un évêché :
« Nel mese di novembre, venne alla sua chiesa di Nebbio frate Agostino Giustiniano, vescovo, e vi siette anni nove continue. Riparò la cattedrale, e vi fece fabbricare a canto una casa per abitazione dei chierici, e un piccolo palazzo per li vescovi con un bel giardino. ».

### Mort
En 1536, il voulut retourner dans son diocèse ; mais le navire sur lequel il s'était embarqué sombra pendant une tempête entre le Cap Corse et Capraia. Ce fut ainsi qu'il périt à l'âge de 66 ans.
Banchero, ancien podestat de Bastia, donne sa mort en 1537 :

« L'anno 1537, frate Agostino Giustiniano, vescovo di Nebbio, imbarcatosi a Genova per passare alla sua chiesa in Corsica, si annegò in mare fra Capraia e Capocorso con tutti l'altri che seco stavano nel naviglio. Uomo religioso e di dottrina singolare, il quale oltre le opere che ha lascialo scritte, ha lasciato la descrizione dell’ Isola di Corsica tanto minutamente fatta che non solamente la descrive, ma la depinge. Successe nella chiesa di Nebbio Girolamo Doria, che fu cardinale della Santa Chiesa. »

— Banchero, in Annales publiées par l'abbé Letteron  - Imprimerie et librairie Vve Eugène Ollagnier Bastia 1887 p. 75-76.

## Œuvres
Mgr Agostino Giustiniani a écrit la première description complète de la Ligurie dans son ensemble Descrittione della Lyguria publié en 1537. Pour ce travail, il a porté de façon inédite son regard sur l'intérieur de la Ligurie avec des cartes terrestres, et utilisé les cours d'eau comme base cadre de sa description, alors que les cartes utilisées étaient jusque-là des cartes nautiques.
Il est aussi l'auteur du Dialogo nominato Corsica (ou Description de la Corse), composé sans doute pendant les neuf années de son second séjour à Nebbio (1522-1531), qui fut dédicacé à André Doria en 1531, que Marc' Antonio Ceccaldi s'est ensuite borné à dépouiller.
Un manuscrit divisé en trois livres, qui a pour titre : Descritione della Corsica, Isola nel mar Ligustico, al presente dominata dalla Serenissima Republica di Genova, et è stata sotto il suo imperio già sono seicento anni. Ciò afferma Giustiniano et altri autori autentichi, est un premier remaniement fait par Ceccaldi du Dialogo de Giustiniani. Sa copie se trouve à la bibliothèque de Bastia.
Il publia :
- Precatio pietatis plena ad Deum omnipotentem composita ex duobus et septuaginta nominibus divinis hebraicis et latinis cum interprete commentario (Venise, 1513, in-8°) ;
- Liber Job nuper hebraicæ veritati restitutus cum duplici versione Latina (Paris, sans date, in-4°) ;
- Psalterium hebræum, græcum, arabicum, chaldæum, cum tribus latinis interpretationibus et glossi.

De plus, il a transcrit de sa main, tout le Nouveau Testament, en grec, en latin, en hébreu et en arabe, et qu'il s'occupait à transcrire de même l'Ancien Testament. (V. de Caraffa, Introduction au Dialogo).